# Spiegelau
Spiegelau – miejscowość i gmina w Niemczech, w kraju związkowym Bawaria, w rejencji Dolna Bawaria, w regionie Donau-Wald, w powiecie Freyung-Grafenau. Leży w Lesie Bawarskim, około 18 km na północny zachód od miasta Freyung, przy granicy z Czechami i linii kolejowej Zwiesel – Grafenau. Częściowo na terenie gminy znajduje się Park Narodowy Lasu Bawarskiego.
1 stycznia 2014 do gminy przyłączono teren należący do obszaru wolnego administracyjnie Klingenbrunner Wald.

## Dzielnice
W skład gminy wchodzą dwie dzielnice: Oberkreuzberg, Klingenbrunn.

## Demografia
| Rok  | Liczba mieszk. |
| ---- | -------------- |
| 1970 | 4 383          |
| 1987 | 4 064          |
| 2000 | 4 212          |
| 2005 | 4 119          |